# Cardiomyopathie hypertrophique
Pour les articles homonymes, voir CMH et HCM.
 Mise en garde médicale
Une cardiomyopathie hypertrophique ou CMH (en anglais, hypertrophic cardiomyopathy ou HCM) est une forme de cardiomyopathie (littéralement, « maladie du muscle cardiaque ») dans laquelle il existe une hypertrophie d'une partie plus ou moins importante du muscle cardiaque, c'est-à-dire une augmentation globale du poids de ce dernier.
Dans cette maladie, la structure normale du tissu musculaire cardiaque est perturbée et entraîne également, outre les perturbations liées à l'hypertrophie myocardique, des perturbations des fonctions électriques du cœur.
Il existe quatre grands types de cardiomyopathies : la cardiomyopathie dilatée, la cardiomyopathie restrictive, la cardiomyopathie ventriculaire droite arythmogène et la cardiomyopathie hypertrophique.
La cardiomyopathie hypertrophique peut être d'origine génétique, secondaire à des mutations sur certains gènes codant des protéines musculaires.
Elle peut être également conséquence d'un travail en pression trop élevée durant une longue période, comme cela peut se voir lors d'une hypertension artérielle ou d'un rétrécissement aortique (maladie de la valve formant un obstacle à l'éjection du sang vers l'aorte), mais l'appellation de « cardiomyopathie hypertrophique » est critiquée dans ces cas.
En fonction du degré d'obstruction à l'écoulement du flux sanguin venant du ventricule gauche, la cardiomyopathie hypertrophique sera définie avec ou sans obstruction. En présence d'un obstacle, on parle alors de « sténose sous-aortique » ou de « cardiomyopathie obstructive ».

## Historique
L'anomalie a été décrite notamment par Jean-Baptiste Morgagni. En 1705 Giovanni Maria Lancisi suspecte une liaison entre gros cœur et mort subite.
Laennec (1781–1826) emploie le terme d'« hypertrophie » en parlant du cœur.
La forme obstructive est reconnue en 1842 par Norman Chevers en Grande-Bretagne et, plus de vingt années plus tard, par Alfred Vulpian en France.
Le rôle de l'hypertension et des maladies rénales est suspecté par Richard Bright en 1836. Les formes familiales ont été décrites par William Evans (en) en 1947.
En 1957, Russell Claude Brock a Londres décrit une forme obstructive lors d'une intervention chirurgicale du cœur. Une tentative de levée d'obstacle par dilatation conduit au décès rapide de la patiente.
Robert Donald Teare fait, à la fin des années 1950 les autopsies de plusieurs personnes mortes subitement et décrit un aspect d'hypertrophie du myocarde localisée essentiellement au niveau du septum inter-ventriculaire. Son article est considéré comme le début de l'ère moderne de la cardiopathie hypertrophique.
La première myectomie (ablation chirurgicale d'une partie du muscle cardiaque) avec succès est réalisé en 1958 par Cleland à Londres.
En 1989, la première mutation, sur le chromosome 14, a été identifié comme cause.

## Épidémiologie
La cardiomyopathie hypertrophique est rencontrée chez tous les groupes ethniques, certaines statistiques[Lesquelles ?] supposent une légère hausse des cas en amérique latine et en europe de l'est. Sa prévalence est de 1/500.
La forme sporadique atteint plus souvent les hommes que les femmes, vers l'âge de 30-40 ans. La forme familiale atteint quant à elle plus fréquemment les femmes et survient plus précocement.
Les facteurs de risque de mort subite sont : un âge jeune au moment du diagnostic (moins de 30 ans), une histoire familiale de cardiomyopathie hypertrophique avec mort subite, des mutations spécifiques sur les gènes codant la Troponine T et la myosine, une tachycardie supra-ventriculaire ou ventriculaire soutenue, des syncopes à répétition, un septum inter-ventriculaire épaissi au-delà de trois centimètres, une désadaptation à l'effort.
La forme obstructive concerne entre un quart et un tiers des cardiomyopathies hypertrophiques. Un second tiers présenterait un obstacle éjectionnel uniquement à l'effort.

## Physiopathologie

### Mécanismes physiologiques et anatomopathologie
En microscopie, on assiste à une désorganisation des fibres myocardiques, qui ne sont plus disposées en parallèle mais de façon anarchique, avec des cellules musculaires très hypertrophiées. Le tissu amorphe situé entre les fibres musculaires prolifère, ce qui augmente progressivement la rigidité du muscle cardiaque.
Anatomiquement, les sujets atteint d'une cardiomyopathie hypertrophique présentent, à des degrés divers, une hypertrophie du ventricule gauche. Cette hypertrophie peut être asymétrique, intéressant le septum inter-ventriculaire (on parle d'hypertrophie septale asymétrique) ; mais elle peut être globale. Cette hypertrophie asymétrique contraste avec l'hypertrophie concentrique que l'on rencontre dans la sténose aortique ou l'hypertension artérielle.
En cas d'hypertrophie asymétrique, le septum est généralement plus épaissi au niveau de sa partie basale, créant un bourrelet faisant saillie dans le ventricule gauche. Le muscle hypertrophié se contracte normalement. Cependant, le bourrelet va être responsable d'une obstruction à l'éjection du sang à partir du ventricule gauche. Le degré d'obstruction est variable et dépend de la quantité de sang présent dans le ventricule gauche juste avant la contraction (systole) ventriculaire. La fonction systolique va ainsi être atteinte par l'obstruction systolique ventriculaire gauche (principalement dans la forme obstructive). Ce degré d'obstruction est quantifié par la différence de pression entre le ventricule gauche et l'aorte, qui est normalement minime, voire inexistant, en systole. Le mouvement systolique antérieur de la grande valve mitrale, qui se rapproche ainsi du bourrelet septal, contribue également à l'obstruction. Plus rarement, l'obstacle peut se situer au milieu du ventricule gauche.
De plus, s'y associent des difficultés au remplissage du ventricule car le myocarde est plus rigide et se relâche mal après la systole. Les conséquences de ce phénomène apparaissent lors d'efforts importants, puisque le cœur ne peut augmenter la quantité de sang nécessaire à l'activité musculaire. Si ce défaut de remplissage est trop important, le sang stagne dans les vaisseaux pulmonaires et fait augmenter la pression dans les tissus. Si la pression est trop élevée, l'eau envahit les poumons, c'est l'œdème pulmonaire.
L'hypertrophie des parois entraîne un défaut d'oxygénation (ischémie) du muscle, en l'absence d'anomalie des artères coronaires. Le mécanisme de cette ischémie est double : défaut d'apport en oxygène par des artères coronaires « calibrées » pour un muscle de taille normale et altération des artérioles intramusculaires dont la paroi est épaissie et la lumière réduite. Il peut exister également de manière assez fréquente un trajet intramyocardique d'une artère coronaire (« pont musculaire ») aboutissant à l'écrasement de cette dernière à chaque contraction ventriculaire. Cela n'est théoriquement pas gênant, l'essentiel du flux coronarien étant en diastole mais la réduction du calibre de l'artère peut se prolonger également en diastole.
Il peut exister une altération de la régulation de la pression artérielle, qui ne s'élève pas suffisamment à l'effort (voire, peut s'abaisser). De même, une fuite de la valve mitrale est fréquente, probablement secondaire à l'obstruction intra-ventriculaire.
Les fibres musculaires sont disposées de manières plus anarchiques par rapport à un cœur normal, la contraction ayant un rendement moindre. Cette désorganisation entraîne des modifications des propriétés électrophysiologiques (dispersion des périodes réfractaires, création de voies de réentrée) qui sont le substrat aux troubles du rythme ventriculaire potentiellement dangereux.

### Causes
La cardiomyopathie hypertrophique peut être due à une augmentation (taille ou nombre) des cardiomyocytes (on parle alors de cardiomyopathie sarcomérique) ou secondaire à une infiltration du muscle par une substance.
La cardiomyopathie hypertrophique se présente sous deux formes : une forme sporadique et une forme familiale. Elle se transmet sur le mode autosomique dominant et est liée à des mutations d'un certain nombre de gènes codant des protéines musculaires telles, par exemple, la chaîne lourde de bêta-myosine (environ 45 % des mutations), l'actine cardiaque, la troponine T cardiaque, l'alpha-tropomyosine, la troponine I cardiaque. Chez les sujets n'ayant pas d'histoire familiale de cardiomyopathie hypertrophique, la cause la plus courante de cette maladie est la survenue d'une mutation de novo du gène codant la chaîne lourde de la bêta-myosine. Près de 500 types de mutations ont été identifiées, sans qu'il existe de corrélation forte entre le type d'anomalie génétique et le pronostic de la maladie. Le diagnostic génétique peut cependant être utile, lors d'une enquête familiale, car il permet de détecter les sujets à risque de développer une hypertrophie cardiaque et de proposer une surveillance régulière à ces derniers.
La deuxième cause génétique, après les mutations sur la bêta-myosine, est une mutation sur le MYBPC3. L'atteinte de l'un des deux gènes représentent près de 70% des causes génétiques identifiées.
40 % des cas sont sporadiques, sans mutation retrouvée.
Des causes plus rares doivent être recherchées chez l'enfant ou l'adulte jeune, si des signes au niveau d'autres organes sont présents : maladies mitochondriales, RASopathies, ataxie de Friedreich, maladie de Danon, maladie de Fabry...
Chez la personne plus âgée, une amylose cardiaque doit être recherchée.

## Diagnostic
La symptomatologie clinique est variable. Beaucoup de sujets ne se plaignent de rien. Elle peut être découverte chez le jeune enfant comme chez la personne âgée.

### Signes fonctionnels
Les signes fonctionnels incluent dyspnée d'effort (essoufflement), douleurs thoraciques (typiques ou atypiques), palpitations, asthénie, lipothymies (malaise), syncopes et mort subite. Ils ne sont pas spécifiques de cette maladie.

### Examen clinique
À l'auscultation, dans la forme obstructive, il existe un souffle systolique similaire à celui entendu dans la sténose aortique, avec cependant, une conservation du deuxième bruit. Cependant, ce bruit augmente d'intensité avec toute manœuvre tendant à diminuer le volume de sang dans le ventricule gauche (exemple lors de la manœuvre de Valsalva) ou à augmenter le débit. Un souffle d'insuffisance mitrale est fréquent. Il peut exister un B4, bruit surajouté un peu avant le B1.

### Examens complémentaires
L'électrocardiogramme est généralement anormal. On peut retrouver des signes d'hypertrophie ventriculaire gauche, des ondes Q (dit « aspect de pseudo-nécrose », car elles peuvent mimer l'aspect d'un ECG d'un patient ayant une séquelle d'infarctus du myocarde), des troubles de la conduction et de la repolarisation. Ces anomalies ne sont cependant pas spécifiques et ne reflètent pas la sévérité de l'hypertrophie.
Un Holter-ECG (enregistrement ECG sur 24 heures) doit être de réalisation systématique à la recherche d'une arythmie paroxystique auriculaire ou ventriculaire. Il doit être répété tous les un à deux ans dans le cadre de la surveillance.
Sur la radiographie pulmonaire, la cardiomégalie (augmentation de taille de la silhouette cardiaque) est généralement modérée.

#### Échocardiographie
L'échographie cardiaque est le meilleur examen pour le diagnostic. Elle permet de visualiser le muscle cardiaque, d'étudier son mouvement lors du cycle cardiaque, ainsi que les valves et permet la mesure de l'épaisseur des parois et la taille des cavités cardiaques. Elle permet de calculer la masse du ventricule gauche, indexé sur la surface corporelle (c'est-à-dire en tenant compte de la morphologie du sujet). Cet Indice de masse ventriculaire gauche, s'il est élevé, permet d'affirmer le diagnostic de cardiopathie hypertrophique.
L'échocardiographie permet également de voir s'il est type asymétrique ou non en mesurant le rapport épaisseur septum/paroi postérieur supérieur à 1,3.
Avec le doppler, il va être possible de mesurer la vitesse du flux sanguin à travers les valves cardiaques et d'évaluer les pressions dans les cavités cardiaques, déterminant ainsi le caractère obstructif ou non de la cardiopathie hypertrophique. Cette obstruction se caractérise par une élévation de la vitesse du sang dans la chambre de chasse ventriculaire en fin de systole, ce qui le distingue du flux accéléré lors d'un rétrécissement aortique. L'étanchéité des valves cardiaques va également pouvoir être étudiée. Il pourra ainsi être mis en évidence une fermeture partielle prématurée des valves aortiques. La recherche d'une obstruction peut être sensibilisée par la réalisation d'une échographie après un effort, lors d'une manœuvre de Valsalva ou après administration d'une dose de trinitrine sous la langue.

#### IRM cardiaque
L'IRM cardiaque peut également en faire le diagnostic. Outre l'estimation de l'épaisseur des parois, l'IRM peut retrouver, après injection de gadolinium un « réhaussement tardif » qui serait un marqueur de risque de mort subite.
Cet examen peut également orienter vers une cause particulière : maladie infiltrative, amylose...

#### Cathétérisme cardiaque
La réalisation d'un cathétérisme cardiaque est proposé dans les cas litigieux mais est rarement nécessaire. Chez les individus sains, au cours de la systole ventriculaire, les pressions dans l'aorte et le ventricule gauche s'égalisent, et les valves aortiques vont s'ouvrir. Chez les sujets atteints de cardiomyopathie hypertrophiques obstructive (ou de sténose aortique, le phénomène étant le même), il va se créer un gradient (une différence) de pression entre le ventricule gauche et l'aorte, les pressions au niveau du ventricule étant plus élevées que les pressions aortiques. Ce gradient représente le degré d'obstruction qui doit être surmontée pour que le ventricule éjecte le sang qu'il contient vers l'aorte.
À noter que le diagnostic d'une atteinte coronarienne concomitante est rendue difficile par les nombreux faux positifs aussi bien lors d'une épreuve d'effort que lors d'une scintigraphie myocardique en cas de cardiomyopathie hypertrophique.

#### Tests génétiques
Leur intérêt est discuté. Ils sont préconisés largement dans les recommadations américaines de 2020 mais d'autres experts sont moins systématiques, soulignant que cela ne change pas radicalement la prise en charge.

#### Autres
Le scanner cardiaque peut constituer une alternative à l'IRM ou à l'échocardiographie.

## Diagnostic différentiel
Ce sont les hypertrophies ventriculaires gauches secondaires à une hypertension artérielle ou à un entraînement sportif poussé. Ce sont également les cardiomyopathie de surcharge où l'épaississement ventriculaire est due à l'infiltration du muscle cardiaque par différents éléments (cardiomyopathie par surcharge en fer, amylose cardiaque...).
La distinction entre cardiomyopathie hypertrophique et « cœur sportif » est parfois difficile mais est impérative, le premier cas contre-indiquant la poursuite du sport de haut niveau. Cela peut nécessiter l'arrêt de toute pratique sportive pendant quelques mois, entraînant la régression de l'épaisseur du muscle cardiaque dans le cas d'un « cœur sportif », et qui reste inchangé en cas de cardiopathie hypertrophique.

## Formes cliniques
La forme obstructive est caractérisée par un souffle systolique d'éjection, une cavité ventriculaire gauche très déformée, une hypertrophie septale asymétrique et la présence d'un gradient de pression intra-ventriculaire.

Dans la forme non obstructive, il n'y a pas de souffle éjectionnel et l'hypertrophie est plus diffuse.

## Évolution et complications
L'évolution de la cardiomyopathie hypertrophique est lente et progressive, avec installation possible d'une insuffisance cardiaque. Elle est variable car elle peut rester pendant de longues années bien tolérée. Le pronostic vital sur le long terme reste comparable avec celui de la population générale pour certains, mais pour d'autres la mortalité est augmentée. Le risque évolutif est augmenté si la cardiomyopathie est découverte à un âge jeune ou s'il existe une mutation génétique identifiée.
Les autres complications sont les troubles du rythme (fibrillation auriculaire et autres tachycardies supra-ventriculaires, tachycardie ventriculaire voire fibrillation ventriculaire). La survenue d'une fibrillation auriculaire est fréquente (un cas sur cinq sur neuf ans) et peut aggraver les symptômes ainsi que le risque d'accidents neurologiques (embolie).
L'endocardite bactérienne (essentiellement de la valve mitrale) restent des complications rares.

### La mort subite
La mort subite reste le risque majeur de cette maladie que ce soit pour la forme obstructive ou la forme non obstructive. Son incidence est inférieure à 1 % par an. La cardiopathie hypertrophique est la cause principale des morts subites chez le sportif jeune aux États-Unis.
Quantifier ce risque reste difficile. Il semble augmenté pour des degrés d'hypertrophie importante, et surtout, s'il existe des antécédents de syncope chez le sujet ou de morts subites dans la famille de ce dernier. La corrélation entre degré d'obstruction et risque de mort subite reste discutée. Le diagnostic génétique ne semble pas apporter d'éléments pronostiques, sauf en cas de mutation du gène de la troponine T, où le risque de mort subite serait très sensiblement majoré malgré un degré d'hypertrophie parfois faible. La présence d'accès de tachycardie ventriculaire non soutenue sur l'enregistrement électrocardiographique de 24 h (holter) est un critère péjoratif. De même, certaines caractéristiques de l'IRM cardiaque (réhaussement tardif extensif après injection de gadolinium) constituent des critères péjoratifs.

## Traitement
La prise en charge des cardiopathies hypertrophiques a fait l'objet de la publication de recommandations de la Société Européenne de Cardiologie en 2014. Celles, américaines, datent de 2020, et en 2014, pour celles, européennes ainsi que de la Haute Autorité de Santé française datant de 2011.
Le traitement a pour but de diminuer le gradient de pression entre le ventricule gauche et l'aorte dans les formes obstructives, d'améliorer les symptômes tels que la dyspnée, les douleurs thoraciques et syncopes, de diminuer le risque de complications (poussée d'insuffisance cardiaque et mort subite.
Le traitement médicamenteux est efficace chez la majorité des patients. Sont utilisés les bêta-bloquants, le vérapamil (un inhibiteur calcique), les diurétiques, des antiarythmiques, voire un traitement anticoagulant en cas d'arythmie cardiaque auriculaire. Les bêta bloquants permettent de diminuer l'obstacle éjectionnel par un effet direct sur le muscle cardiaque (dépresseur de l'inotropisme). Le ralentissement de la fréquence cardiaque améliore, par ailleurs, le remplissage du ventricule et la diminution du travail cardiaque obtenue permet de lutter contre l'ischémie. Le vérapamil a des effets comparables mais tend à faire baisser plus la pression artérielle, ce qui peut être délétère.
La prévention de la mort subite repose sur la mise en place d'un défibrillateur automatique implantable qui va délivrer un choc électrique de faible amplitude en cas de détection d'un trouble du rythme ventriculaire potentiellement grave. Ce type de traitement n'est proposé qu'aux patients considérés comme à risques importants de faire cette complication.
En cas d'altération de la fonction systolique, le traitement propre à une insuffisance cardiaque est institué : inhibiteurs de l'enzyme de conversion ou antagonistes des récepteurs de l'angiotensine II, avec, si besoin, des diurétiques.
Le passage en fibrillation atriale peut être mal toléré, avec exacerbation des signes d'insuffisance cardiaques. Une anticoagulation par voie orale est alors nécessaire, quel que soit le niveau du score de risque embolique.
Le sport de haut niveau est, en règle, interdit devant les risques de mort subite et une activité physique modérée est conseillée.
Un dépistage systématique chez les frères et sœurs ainsi que chez les enfants de la personne atteinte doit être fait.

### Cas particulier de la cardiopathie obstructive
Les bêta-bloquants permettent d'améliorer les symptômes et de réduire l'obstruction à l'effort.
Chez les sujets porteurs d'une forme obstructive sévère et qui restent symptomatiques et très gênés malgré un traitement médical maximal, deux techniques peuvent être proposées :
- la myotomie-myectomie septale. Il s'agit d'une intervention chirurgicale. Elle consiste à creuser une tranchée dans la paroi hypertrophiée du septum pour réduire la masse musculaire. Cette technique a été développée à la fin des années 1950. Elle a démontré son efficacité, tant en termes pronostique (diminution du nombre de morts subites) qu'en termes d'amélioration des symptômes[45].
- l'alcoolisation septale, introduite par Ulrich Sigwart en 1994[46] en alternative à la chirurgie. Elle correspond à la destruction chimique d'une partie du septum par l'injection locale d'alcool à 95 degrés dans une branche perforante d'une artère coronaire lors d'une coronarographie, le but étant de provoquer un infarctus myocardique localisé au sein du septum. Cette technique prend le pas progressivement sur la myectomie septale même s'il n'existe pas de comparaison directe entre ces deux traitements[13]. Les résultats de l'alcoolisation dépendent, entre autres, de la manière dont est vascularisé le septum et sont parfois inconstants. Les résultats sont comparables à ceux de la chirurgie dans des études observationnelles tant sur l'amélioration des symptômes que sur la mortalité, avec un risque toutefois plus élevée de troubles de la conduction cardiaque[47].

Certains patients bénéficient de l'implantation d'un stimulateur cardiaque, avec cependant des résultats mitigés. La pose d'un défibrillateur automatique implantable peut être proposé dans certains cas où les troubles rythmiques prédominent.
Le mavacamten, un inhibiteur de la myosine ATPase cardiaque, permet la réduction des symptômes et du gradient intraventriculaire, sans impact sur la fibrose.
Pour les patients réfractaires au traitement médical, une transplantation cardiaque est à discuter.

## Chez les animaux
La cardiomyopathie hypertrophique féline est la cardiomyopathie la plus fréquente chez le chat. La progression de la maladie et son origine génétique semblent être similaires à la pathologie humaine.